# Ahmed Abdelwahed

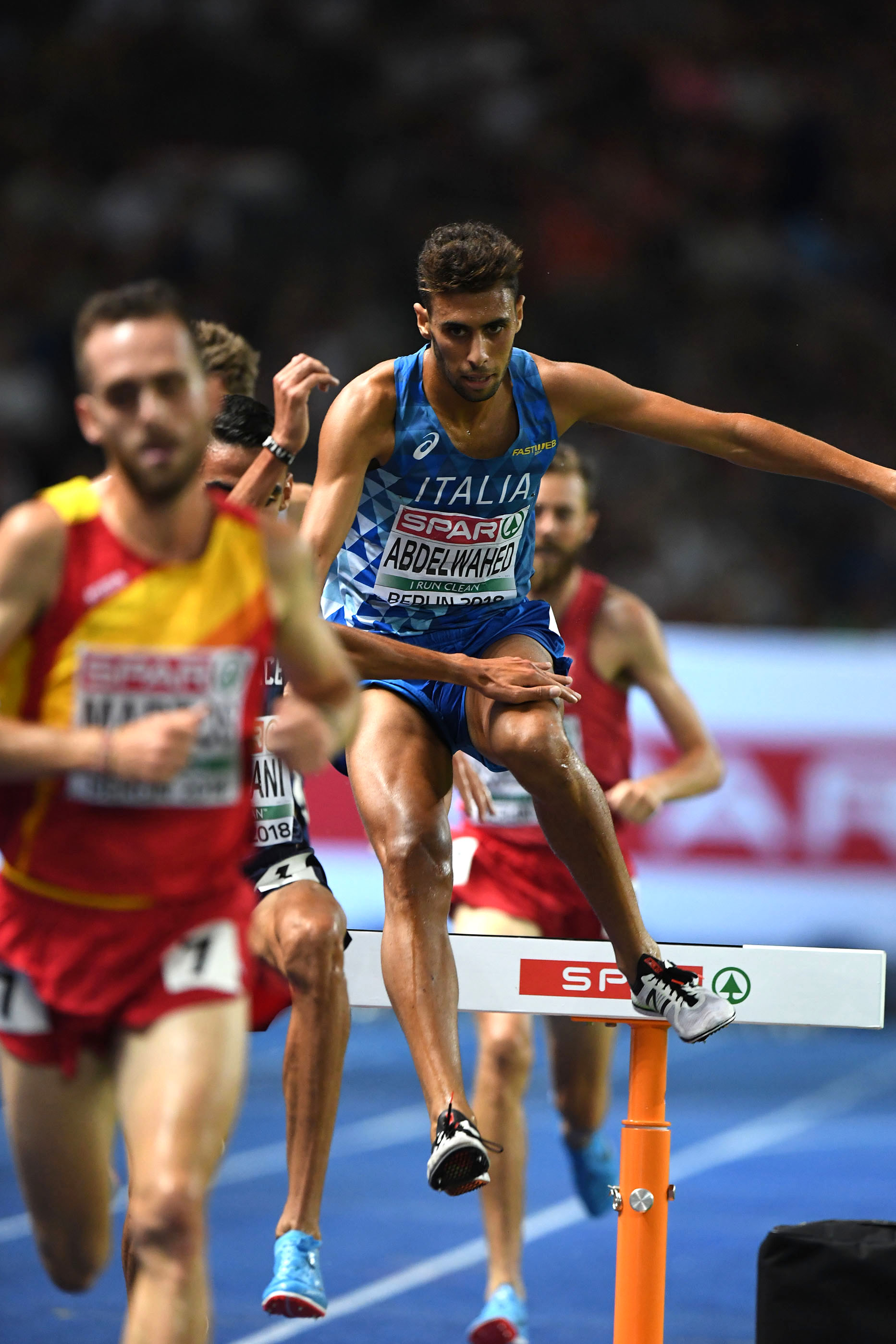
Ahmed Abdelwahed bei den Leichtathletik-Europameisterschaften 2018 in Berlin

Ahmed Abdelwahed (* 26. Mai 1996 in Rom) ist ein italienischer Leichtathlet ägyptischer Herkunft, der über 3000 Meter Hindernis an den Start geht. 2022 wurde er bei den Europameisterschaften in München Vizeeuropameister.

## Herkunft und Leben
Ahmed Abdelwaled kam als Sohn ägyptischer Eltern, die bereits mehr als ein Jahrzehnt lang in Italien lebten, in der Hauptstadt Rom zur Welt. In seiner Jugend spielte er Basketball auf der Position des Spielmachers. Den Sport betreibt er auch heute noch in seiner Freizeit. 2008 fing er mit der Leichtathletik an und begann im Jugendleistungszentrum in Ostia mit dem Training. Nachdem er sich zunächst dem Stabhochsprung zugewandt hatte, stieg er ab 2012 unter der Leitung seines damaligen Trainers, Andrea Ceccarelli, auf die Mittelstreckendistanz um.
Abdelwaled lebt seit 2016 in Camerino, wo er Sozialwissenschaften studierte. Dort wird er heute von Roberto Scalla trainiert.

## Sportliche Laufbahn
Nachdem er auf die Mittelstreckendistanz gewechselt hatte, trat Abdelwaled 2012 bei den italienischen U18-Meisterschaften an, wo er in 6:06,43 min den 2000-Meter-Hindernislauf gewann. 2013 wurde er italienischer U18-Hallenmeister über 1000 m. Nachdem er 2014 italienischer U20-Hallenmeister über 1500 Meter wurde, war er kurz davor mit der Leichtathletik aufzuhören. Durch Ermutigung seines Trainers Vittorio Di Saverio und seines Teamkollegen Yassin Bouih entschied er sich, ab 2015 wieder an den Start zu gehen. Nach der Zwischensaison gewann er 2016 den nationalen U23-Meistertitel im Hindernislauf und kam bei den Erwachsenen zudem als Sechster ins Ziel. Zwischen Mai und Juni 2016 verbesserte er seine 3000-Meter-Hindernis-Zeit um fast 15 Sekunden auf 8:51,84 min.
2017 wurde Abdelwaled mit Saisonbestleistung von 8:36,73 min italienischer Vizemeister über 3000 m Hindernis. Einige Wochen später ging er über diese Distanz auch bei den U23-Europameisterschaften in Bydgoszcz an den Start, bei denen er hinter seinem Landsmann Yohanes Chiappinelli die Silbermedaille gewann. Im August belegte er bei der Universiade 2017 in Taipeh den achten Platz. 2018 lief er bei einem Wettkampf im belgischen Kortrijk eine Zeit von 8:26,02 min, die persönliche Bestzeit bedeutete. Mit dieser Zeit stieß er auf den sechsten Platz der italienischen Bestenliste in dieser Disziplin vor. Im Vorlauf der Europameisterschaften in Berlin blieb er nur zwei Sekunden hinter dieser Zeit zurück und zog damit in das Finale ein. Dort konnte er nicht an die Vorlaufszeit anknüpfen und belegte im Ziel den 13. Platz. Im September gewann er Silber bei den nationalen Meisterschaften über 1500 m. 2019 wurde er erstmals Italienischer Meister über 3000 m Hindernis. 2021 lief Abdelwahed im Juni eine neue Bestzeit von 8:12,04 min und qualifizierte sich damit für die Olympischen Sommerspiele in Tokio. Dort kam er im Vorlauf nahe an seine Bestzeit heran und qualifizierte sich für das Finale. Darin war er anschließend chancenlos gegen die Konkurrenz und belegte den vorletzten der insgesamt 15 Finalplätze.
2022 stellte Abdelwahed im Juni in Rom in 8:10,29 min eine neue Bestzeit auf. Einen Monat später nahm er an den Weltmeisterschaften in den USA teil und konnte als Sechster seines Vorlaufes bei seiner WM-Premiere auf Anhieb in das Finale einziehen. Darin belegte er schließlich den 12. Platz. Wenige Wochen später trat er zu den Europameisterschaften in München an, wo er mit 8:22,35 min min hinter dem Finnen Topi Raitainen Silber holte. Damit feierte er den bislang größten Erfolg seiner sportlichen Karriere. Am selben Tag gab er allerdings eine positive Dopingprobe ab. Deswegen wurde er im Dezember 2023 rückwirkend zum August 2022 für vier Jahre gesperrt.

## Wichtige Wettbewerbe
| Jahr                | Veranstaltung             | Ort                 | Platz               | Disziplin           | Zeit                |
| Startet für Italien | Startet für Italien       | Startet für Italien | Startet für Italien | Startet für Italien | Startet für Italien |
| ------------------- | ------------------------- | ------------------- | ------------------- | ------------------- | ------------------- |
| 2017                | U23-Europameisterschaften | Bydgoszcz           | 2.                  | 3000 m Hindernis    | 8:37,02 min         |
| 2017                | Universiade               | Taipeh              | 8.                  | 3000 m Hindernis    | 8:47,72 min         |
| 2018                | Europameisterschaften     | Berlin              | 13.                 | 3000 m Hindernis    | 8:44,77 min         |
| 2021                | Olympische Sommerspiele   | Tokio               | 14.                 | 3000 m Hindernis    | 8:24,34 min         |
| 2022                | Weltmeisterschaften       | Eugene              | 12.                 | 3000 m Hindernis    | 8:33,43 min         |
| 2022                | Europameisterschaften     | Berlin              | 2.                  | 3000 m Hindernis    | 8:22,35 min         |

## Persönliche Bestleistungen
Freiluft
- 3000 m Hindernis: 8:10,29 min, 9. Juni 2022, Rom

Halle
- 3000 m: 8:12,08 min, 5. Februar 2017, Ancona